# هاستينغز (مينيسوتا)
هاستينغز هي مدينة في المقطاعات داكوتا وواشنطن من ولاية مينيسوتا في الولايات المتحدة الأمريكية، بالقرب من التقاء نهري المسيسبي وسانت كروا. وبلغ عدد السكان 18204 في تعداد عام 2000. وهي مقر لمقاطعة داكوتا.

## التركيبة السكانية
قام مكتب تعداد الولايات المتحدة بتحديد بيانات التركيبة السكانية لهاستينغز في تعداد الولايات المتحدة. في ما يلي، التركيبة السكانية حسب تعدادي 2000 و2010.

### تعداد عام 2000
بلغ عدد سكان هاستينغز 18,204 نسمة بحسب تعداد عام 2000، وبلغ عدد الأسر 6,642 أسرة وعدد العائلات 4,722 عائلة مقيمة في المدينة. في حين سجلت الكثافة السكانية 1,798.2 نسمة لكل ميل مربع (694.3/كم2). وبلغ عدد الوحدات السكنية 6,758 وحدة بمتوسط كثافة قدره 667.6 نسمة لكل ميل مربع (257.8/كم2).
وتوزع التركيب العرقي للمدينة بنسبة 97.16% من البيض و0.38% من الأمريكيين الأصليين و0.64% من الأمريكيين ذوي الأصول الآسيوية و0.04% من سكان جزر المحيط الهادئ و0.43% من الأمريكيين الأفارقة و0.99% من عرقين مختلطين أو أكثر.
بلغ عدد الأسر 6,642 أسرة كانت نسبة 37.4% منها لديها أطفال تحت سن الثامنة عشر تعيش معهم، وبلغت نسبة الأزواج القاطنين مع بعضهم البعض 56.8% من أصل المجموع الكلي للأسر، ونسبة 10.6% من الأسر كان لديها معيلات من الإناث دون وجود شريك، وكانت نسبة 28.9% من غير العائلات. تألفت نسبة 22.8% من أصل جميع الأسر من أفراد ونسبة 8.5% كانوا يعيش معهم شخص وحيد يبلغ من العمر 65 عاماً فما فوق. وبلغ متوسط حجم الأسرة المعيشية 3.13، أما متوسط حجم العائلات فبلغ 2.64.
بلغ العمر الوسطي للسكان 35 عاماً. وكانت نسبة 27.3% من القاطنين تحت سن الثامنة عشر، وكانت نسبة 8.9% بين الثامنة عشر والأربعة وعشرون عاماً، ونسبة 30.6% كانت واقعةً في الفئة العمرية ما بين الخامسة والعشرين حتى الرابعة والأربعين عاماً، ونسبة 21.5% كانت ما بين الخامسة والأربعين حتى الرابعة والستين، ونسبة 11.7% كانت ضمن فئة الخامسة والستين عاماً فما فوق. يوجد لكل 100 أنثى 99.8 ذكر، ويوجد لكل 100 أنثى في الثامنة عشر من عمرها فما فوق 97.7 ذكر.
بلغ متوسط دخل الأسرة في المدينة 53,145 دولار، أما متوسط دخل العائلة فبلغ 61,093 دولار. وكان متوسط دخل الذكور 41,267 دولار مقابل 27,973 دولار للإناث. وسجل دخل الفرد الخاص بالمدينة 22,075 دولار. وكانت نسبة 2.1% من العائلات ونسبة 4.9% من السكان تحت خط الفقر،

### تعداد عام 2010
بلغ عدد سكان هاستينغز 22,172 نسمة بحسب تعداد عام 2010، وبلغ عدد الأسر 8,735 أسرة وعدد العائلات 5,802 عائلة مقيمة في المدينة. في حين سجلت الكثافة السكانية 2,165.2 نسمة لكل ميل مربع (836.0/كم2). وبلغ عدد الوحدات السكنية 9,222 وحدة بمتوسط كثافة قدره 900.6 لكل ميل مربع (347.7/كم2).
وتوزع التركيب العرقي للمدينة بنسبة 94.1% من البيض و0.5% من الأمريكيين الأصليين و0.9% من الأمريكيين ذوي الأصول الآسيوية و1.6% من الأمريكيين الأفارقة و2.1% من عرقين مختلطين أو أكثر.
بلغ عدد الأسر 8,735 أسرة كانت نسبة 34.1% منها لديها أطفال تحت سن الثامنة عشر تعيش معهم، وبلغت نسبة الأزواج القاطنين مع بعضهم البعض 50.0% من أصل المجموع الكلي للأسر، ونسبة 11.6% من الأسر كان لديها معيلات من الإناث دون وجود شريك، بينما كانت نسبة 4.9% من الأسر لديها معيلون من الذكور دون وجود شريكة وكانت نسبة 33.6% من غير العائلات. تألفت نسبة 27.7% من أصل جميع الأسر من أفراد ونسبة 11.9% كانوا يعيش معهم شخص وحيد يبلغ من العمر 65 عاماً فما فوق. وبلغ متوسط حجم الأسرة المعيشية 2.98، أما متوسط حجم العائلات فبلغ 2.45.
بلغ العمر الوسطي للسكان 37.5 عاماً. وكانت نسبة 24.7% من القاطنين تحت سن الثامنة عشر، وكانت نسبة 8.1% بين الثامنة عشر والأربعة وعشرون عاماً، ونسبة 27.4% كانت واقعةً في الفئة العمرية ما بين الخامسة والعشرين حتى الرابعة والأربعين عاماً، ونسبة 26.3% كانت ما بين الخامسة والأربعين حتى الرابعة والستين، ونسبة 13.6% كانت ضمن فئة الخامسة والستين عاماً فما فوق. وتوزع التركيب الجنسي للسكان بنسبة 49.2% ذكور و50.8% إناث.